# Лотар-Гюнтер Бухайм
Лотар-Гюнтер Бухайм (на немски: Lothar-Günther Buchheim) е германски художник, фотограф, издател на книги с произведения на изкуството, писател, режисьор, колекционер и основател на „Музея на фантазията“ в Бернрид ам Щарнбергер зе на брега на езерото Щарнбергер.

## Биография и творчество
Лотар-Гюнтер Бухайм е роден на 6 февруари 1918 г. във Ваймар, Германия. Син е на немската художничка Шарлот Бухайм, която е самотна майка. Има брат, който е по-малък с две години. През 1926 г. се премества със семейството си в Рохлиц, където майка му се омъжва за собственик на леярна, а през 1930 се мести в Кемниц където учи в интернат. Прави дълги разходки с велосипед с брат си, понякога чак до Балтийско море, за да рисува пейзажни картини и по-късно ги превръща в линогравюри на социални теми. Негови произведения са публикувани във вестници и списания, и участват в колективни изложби. Получава и поръчка от град Кемниц.
След като завършва гимназия през 1937 г., се премества в Италия, където пише първата си книга „Tage und Nächte steigen aus dem Strom. Eine Donaufahrt“ (Дни и нощи, излизащи от потока : Дунавско пътуване), публикувана през 1941 г. В нея описва преживяванията си по време на пътуването по Дунав през 1938 г. със сгъваема лодка до Черно море.
От 1939 г. учи с държавна стипендия в Академията за изящни изкуства в Дрезден, а през 1940 г. се премества в Академията за изящни изкуства в Мюнхен.
През 1940 г. се включва като доброволец към Военноморските сили и служи като военен кореспондент на националсоциалистическия вестник „Das Reich“ (Райхът) пишейки за миночистачи, разрушители и подводници, достигайки до чин лейтенант.
Два пъти рисува адмирал Карл Дьониц. В периода 1941 – 1943 г. участва в Голямата немска художествена изложба в Мюнхен с общо 21 рисунки – портрети на офицери и изображения на подводници.
По време и след Втората световна война пише множество книги за своя опит във флота. През 1943 г., като член на екипажа на подводница U 96, пише книгата „Jäger im Weltmeer“ (Ловец в океана), публикувана през 1943 г., в която представя ожесточената битка между немска подводница и британски миноносец. Книгата става основата за романа „Подводницата“ от 1973 г. и филма „Подводница U-96“. През август 1944 г. се евакуира от Нормандския флот в крепостта в Брест с подводница U 309, където преживява обсадата, а от Франция се връща с предпоследната подводница в Германия. Пътуването му за евакуация става основа за романа „Die Festung“ (Крепостта) от 1995 г.
След края на войната, през 1945 г. се установява във Фелдафинг и отваря художествено ателие. Пише биографични книги за художниците Макс Бекман, Ото Мюлер и Пабло Пикасо, които заедно с книгите му за преживяванията от Втората световна война го правят известен. Основава през 1951 г. издателство „Бухайм“ за художествени книги във Франкфурт на Майн (сега във Фелдафинг) и го ръководи със съпругата си Диетилд и двете ѝ сестри.
През 50-те години събира колекцията си от графични произведения на германския експресионизъм (особено на художествената общност „Die Brücke“), които тогава не са търсени и скъпи.
През 60-те и 70-те години предприема многобройни пътешествия за рисуване и проучване, в резултат на което издава няколко пътеписа и фотокниги. През 1972 г. прави пътешествие като художник през Ню Йорк и Сан Франциско до южната част на Тихия океан, създавайки много акварели и гваши. В периода 1981 – 1985 г. голяма част от творбите му са изложени в Ленинград, Москва, Мадрид, Тел Авив и Япония.
На 65-годишна възраст решава да събере творбите си в музей. След отказа на музея в Дуйсбург, основава Фондация „Бухайм“. Чрез нея финансира изграждането на Музея на фантазията, който след 30 години е открит на 23 май 2001 г. в Бернрид ам Щарнбергер зе. В него съхранява колекцията си, оценена на около 100 милиона евро, и собствените си произведения. Работи в него като директор до смъртта си.
За своята творческа дейност е удостоен с множество награди и отличия. През 1985 г. е удостоен със почетното звание „доктор хонорис кауза“ от Университета в Дуисбург за изследвания в областта на изкуството.
Лотар-Гюнтер Бухайм умира от сърдечна недостатъчност на 22 февруари 2007 г. в Щарнберг.

## Произведения

### Документалистика
- Tage und Nächte steigen aus dem Strom. Eine Donaufahrt (1941)
- Jäger im Weltmeer (1943/1996)
- Georges Braque. Das graphische Werk (1950)
- Henri Matisse. Aus dem graphischen Werk (1950)
- Pablo Picasso. Aus dem graphischen Werk (1950)
- Braque (1951)
- Raoul Dufy (1951)
- Henri de Toulouse-Lautrec. Die Lithographien (1951)
- Henri Matisse (1952)
- Max Beckmann. Die Welt des Einzelnen. Holzschnitte, Radierungen, Lithographien (1954)
- Pierre Bonnard (1954)
- Um 1900. Lithographien von Toulouse-Lautrec, Bonnard, Vuillard (1954)
- Fernand Leger. Menschen und Objekte (1955)
- Zwischen Traum und Tag. Zeichnungen von Marc Chagall (1955)
- Festliche Welt. Zeichnungen von Raoul Dufy (1955)
- Die Künstlergemeinschaft „Brücke“. Gemälde, Zeichnungen, Graphik, Plastik. Dokumente des deutschen Expressionismus (1956)
- Französische Graphik des XX. Jahrhunderts (1956)
- Deutsche Graphik des XX. Jahrhunderts. Holzschnitte (1956)
- Hector Trotins Sonntagswelt (1957)
- Der „Blaue Reiter“ und die „Neue Künstlervereinigung München“ (1958)
- Picasso. Eine Bildbiographie (1958)
- Wie malt man abstrakt? Eine leichtfassliche Anleitung (1958)
- Graphik des deutschen Expressionismus (1959)
- Max Beckmann. Leben und Werk (1959)
- Max Kaus. Graphik aus den Jahren 1916 – 1926 (1959)
- Otto Mueller. Leben und Werk (1963)
- Der Maler im herbstlichen Hain. Chinesische Landschaften von Chi Pai Shih (1964)
- Max Kaus. Frühe Lithographien (1964)
- Jugendstilplakate (1969)
- Staatsgala (1977)
- Mein Paris – Eine Stadt vor dreißig Jahren (1977)
- Staatszirkus – mit der Queen durch Deutschland (1978)
- Die Tropen von Feldafing (1978)
- Der Luxusliner (1980)
- U 96 – Szenen aus dem Seekrieg (1981)
- Das Segelschiff (1982)
- Das Museum in den Wolken. Zum Fall Duisburg (1986)
- Malerbuch (1988)

#### Серия „Подводници“ (U-Boot)
- U-Boot-Krieg (1976, 1997)
- Die U-Boot-Fahrer – Die Boote, die Besatzungen und ihr Admiral (1985)
- Zu Tode gesiegt. Der Untergang der U-Boote (1998)

### Самостоятелни романи
- Das Boot (1973)
Подводницата, изд.: „Военно издателство“, София (2005), прев. Асен Георгиев
- Die Festung (1995)
- Der Abschied (2000)

### Екранизации
- 1981 Подводница U-96, Das Boot – по романа „Подводницата“
- 1985 – 1987 Подводница, Das Boot – тв минисериал, 3 епизода
- 2018 Подводницата, Das Boot – тв сериал, 8 епизода, по „Подводницата“ и „Die Festung“ (Крепостта)